# John Pond
John Pond (født 1767 i London, død 7. september 1836 i Blackheath) var en engelsk astronom.
Pond var 1811—1835 Astronomer Royal og direktør for observatoriet i Greenwich og har som sådan udgivet Astronomical Observations made at the Royal Observatory at Greenwich in the years 1811 to 1835 with 3 supplements, hvori han har publiceret flere stjernekataloger over fundamentalstjerner. I Royal Societys og Royal Astronomical Societys publikationer har Pond offentliggjort talrige astronomiske afhandlinger. Sine meridianobservationer for årene 1816—1833 har han samlet i A Catalogue of 1112 stars (1833). Hans observationer i årene 1811—1819 har Arthur von Auwers bearbejdet: Mittlere Örter von 570 S termen (1902).